# Algoritme van Bellman-Ford
Het algoritme van Bellman-Ford is een graaf-algoritme dat, voor een gegeven knoop van een gerichte, gewogen graaf, de kortste route naar alle knopen van die graaf bepaalt. Het kortstepad-algoritme, ook bekend als het algoritme van Dijkstra, lost dit probleem sneller op, maar dat algoritme kan alleen bij een graaf met niet-negatieve gewichten worden gebruikt. Het algoritme van Bellman-Ford wordt dus in de praktijk alleen gebruikt bij een graaf met negatieve gewichten. Het algoritme van Bellman-Ford kan namelijk een negatieve cirkel opsporen. Het algoritme is naar de ontwikkelaars ervan genoemd, Richard Bellman en Lester Ford. 

## Algoritme
De invoer van het algoritme bestaat uit een gewogen graaf, gegeven door
- een verzameling knopen {\displaystyle V} (van het Engelse vertices),
- een verzameling zijden {\displaystyle E\subseteq V\times V} (van het Engelse edges),
- een afbeelding {\displaystyle {\mathit {gewicht}}\colon E\to \mathbb {Z} } die aan elke zijde een gewicht toekent, en uit
- een startknoop {\displaystyle s\in V}.

Het algoritme bepaalt de kortste paden van {\displaystyle s} naar de andere knopen.
In het onderstaande algoritme is:
- {\displaystyle n} het aantal knopen in de verzameling {\displaystyle V},
- {\displaystyle {\mathit {afstand}}\colon V\to \mathbb {Z} \cup \infty } een afbeelding die aan elke knoop een afstand vanaf de startknoop toekent, en
- {\displaystyle {\mathit {voorganger}}\colon V\to V} een partiële afbeelding die aan elke knoop een voorganger toekent.

De afbeeldingen {\displaystyle {\mathit {afstand}}} en {\displaystyle {\mathit {voorganger}}} worden tijdens het uitvoeren van het algoritme opgebouwd.
```
 01  voor elke 

  

    

      

        
v

        
∈

        
V

      

    

    
{\displaystyle v\in V}

  

               
 02      

  

    

      

        

          

            
a

            
f

            
s

            
t

            
a

            
n

            
d

          

        

        
(

        
v

        
)

        
:=

        
∞

      

    

    
{\displaystyle {\mathit {afstand}}(v):=\infty }

  

, 

  

    

      

        

          

            
v

            
o

            
o

            
r

            
g

            
a

            
n

            
g

            
e

            
r

          

        

        
(

        
v

        
)

        
:=

        

          
geen

        

      

    

    
{\displaystyle {\mathit {voorganger}}(v):={\text{geen}}}

  

 03  

  

    

      

        

          

            
a

            
f

            
s

            
t

            
a

            
n

            
d

          

        

        
(

        
s

        
)

        
:=

        
0

      

    

    
{\displaystyle {\mathit {afstand}}(s):=0}

  

 
 04  herhaal 

  

    

      

        
n

        
−

        
1

      

    

    
{\displaystyle n-1}

  

 keer              
 05      voor elke 

  

    

      

        
(

        
u

        
,

        
v

        
)

        
∈

        
E

      

    

    
{\displaystyle (u,v)\in E}

  

 06          als 

  

    

      

        

          

            
a

            
f

            
s

            
t

            
a

            
n

            
d

          

        

        
(

        
u

        
)

        
+

        

          

            
g

            
e

            
w

            
i

            
c

            
h

            
t

          

        

        
(

        
u

        
,

        
v

        
)

        
<

        

          

            
a

            
f

            
s

            
t

            
a

            
n

            
d

          

        

        
(

        
v

        
)

      

    

    
{\displaystyle {\mathit {afstand}}(u)+{\mathit {gewicht}}(u,v)<{\mathit {afstand}}(v)}

  

 dan
 07              

  

    

      

        

          

            
a

            
f

            
s

            
t

            
a

            
n

            
d

          

        

        
(

        
v

        
)

        
:=

        

          

            
a

            
f

            
s

            
t

            
a

            
n

            
d

          

        

        
(

        
u

        
)

        
+

        

          

            
g

            
e

            
w

            
i

            
c

            
h

            
t

          

        

        
(

        
u

        
,

        
v

        
)

      

    

    
{\displaystyle {\mathit {afstand}}(v):={\mathit {afstand}}(u)+{\mathit {gewicht}}(u,v)}

  

 08              

  

    

      

        

          

            
v

            
o

            
o

            
r

            
g

            
a

            
n

            
g

            
e

            
r

          

        

        
(

        
v

        
)

        
:=

        
u

      

    

    
{\displaystyle {\mathit {voorganger}}(v):=u}

  

   
 09  voor elke 

  

    

      

        
(

        
u

        
,

        
v

        
)

        
∈

        
E

      

    

    
{\displaystyle (u,v)\in E}

  

        
 10      als 

  

    

      

        

          

            
a

            
f

            
s

            
t

            
a

            
n

            
d

          

        

        
(

        
u

        
)

        
+

        

          

            
g

            
e

            
w

            
i

            
c

            
h

            
t

          

        

        
(

        
u

        
,

        
v

        
)

        
<

        

          

            
a

            
f

            
s

            
t

            
a

            
n

            
d

          

        

        
(

        
v

        
)

      

    

    
{\displaystyle {\mathit {afstand}}(u)+{\mathit {gewicht}}(u,v)<{\mathit {afstand}}(v)}

  

 dan
 11      STOP met uitkomst "Er is een negatieve cirkel"
 
 12  uitkomst 

  

    

      

        

          

            
a

            
f

            
s

            
t

            
a

            
n

            
d

          

        

      

    

    
{\displaystyle {\mathit {afstand}}}

  

 en 

  

    

      

        

          

            
v

            
o

            
o

            
r

            
g

            
a

            
n

            
g

            
e

            
r

          

        

      

    

    
{\displaystyle {\mathit {voorganger}}}

  

```

Als het algoritme klaar is en er geen cirkel met negatieve afstand is gevonden, levert {\displaystyle {\mathit {afstand}}} voor iedere knoop kortste afstand van {\displaystyle s} naar die knoop en kunnen met behulp van {\displaystyle {\mathit {voorganger}}} de routes met het minste gewicht worden bepaald.
In plaats van gehele getallen ({\displaystyle \mathbb {Z} }) kunnen ook andere soorten getallen als gewichten worden gebruikt, bijvoorbeeld rationale getallen ({\displaystyle \mathbb {Q} }).